# زاهدة حنا
زاهدة حنا ( الأردية: زاہدہ حنا ) هي كاتبة عمود وكاتبة مقالات وكاتبة قصص قصيرة وروائية وكاتبة مسرحية باللغة الأردية من باكستان. 

## حياتها
ولدت زاهدة في الهند، بعد استقلال باكستان عام 1947، وهاجر والدها، محمد أبو الخير، إلى باكستان واستقر في كراتشي، حيث نشأت زاهدة وتعلمت في المنزل حتى بدأت تعليمها الرسمي من الصف السابع في مدرسة هابي هوم.  كتبت قصتها الأولى عندما كانت في التاسعة من عمرها. تخرجت من جامعة كراتشي، ونشرت مقالها الأول في مجلة Insha الشهرية عام 1962. اختارت الصحافة كمهنة في منتصف الستينيات. في عام 1970 تزوجت من الشاعر المعروف جون إليا. ارتبطت زاهدة هينا بصحيفة جانغ اليومية من عام 1988 حتى عام 2005 عندما انتقلت إلى ديلي إكسبريس ، باكستان. تعيش الآن في كراتشي. عملت هينا أيضًا في راديو باكستان وBBC Urdu وVoice of America .
منذ عام 2006، تكتب عمودًا أسبوعيًا بعنوان "مذكرات باكستان في راسرانج"، وهي مجلة يوم الأحد من أكبر الصحف الهندية المقروءة، داينيك بهاسكار.

## الشغل
كتبت زاهدة حنة أكثر من ألفي مقال صحفي. تُرجمت العديد من قصصها القصيرة إلى الإنجليزية والبنغالية والهندية والماراثية . بعض كتابتها المهمة هي:
- Qaidi sans leta hai (مجموعة من القصص القصيرة) [1]
- تيتليان دوندهني والي (مجموعات من القصص)
- Raqs-i-bismil Hay (مجموعات قصص)
- Rah main ajal hai (مجموعة قصصية)
- Na junoon Raha na pari rahi (رواية قصيرة)
- درد كا شجر (رواية)
- دارد اشوب (رواية)
- Zard Paton ka ban (دراما تلفزيونية)
- بيت الوحدة (قصص زاهدة حينا القصيرة مترجمة إلى الإنجليزية) [3]

كما انها تنتقد بشدة التكنولوجيا النووية لأي غرض (عسكري أو مدني).
قام بترجمه كتبها إلى الإنجليزية فايز أحمد فايز وسمينة رحمن ومحمد عمر ميمون . 

## الجوائز
- جائزة فايز
- جائزة الأداء الأدبي
- جائزة صغير صديقي أدابي
- جائزة KP
- جائزة رئيس السند
- جائزة سارك الأدبية في عام 2001 من قبل رئيس الهند [4] [1]

في أغسطس 2006 ، تم ترشيحها لأعلى جائزة في باكستان، وهي الجائزة الرئاسية فخر الأداء، والتي رفضتها كعلامة احتجاج على الحكومة العسكرية في باكستان 